# Модебадзе, Алексей
Алексей Модебадзе (груз. ალექსი მოდებაძე, род.21 февраля 1978) — грузинский борец вольного стиля, призёр чемпионатов Европы.

## Биография
Родился в 1978 году в Тбилиси. В 1997 году стал бронзовым призёром первенства Европы среди юниоров. В 1998 году завоевал серебряные медали первенства Европы и первенства мира среди юниоров.
В 2000 году принял участие в Олимпийских играх в Сиднее, но занял там лишь 10-е место. В 2001 году стал серебряным призёром чемпионата Европы. На чемпионате Европы 2003 года завоевал бронзовую медаль. В 2004 году принял участие в Олимпийских играх в Афинах, но занял там лишь 14-е место. В 2007 году вновь стал бронзовым призёром чемпионата Европы.